# جين أشورث
جين أشورث (بالإنجليزية: Jenn Ashworth) (1982، برستون في المملكة المتحدة)؛ روائية بريطانية.